# 妮可·派藍迪斯·葛蘭達
妮可·派藍迪斯·葛蘭達（英語：Nicole Paradis Grindle）是一名美國電影製作人，她攝製的作品包括皮克斯發行的許多動畫電影。她最知名的是製作（2018年）和動畫短片《桑杰的超級團隊》（2015年），該片獲得了第88屆奧斯卡金像獎的最佳動畫短片獎提名，以及第43屆安妮獎的最佳動畫短片主題獎。她也是（2010年）與《怪獸大學》（2013年）的副製片人。

## 外部連結
- 妮可·派藍迪斯·葛蘭達在互联网电影资料库（IMDb）上的資料（英文）